# Gary Thomson (kolarz)
Gary Thomson (ur. 4 listopada 1963 w Dublinie) – irlandzki kolarz szosowy. Olimpijczyk z Los Angeles 1984, gdzie na zawodach kolarskich na szosie roku zajął 39. miejsce w wyścigu indywidualnym i szesnaste miejsce w drużynie.
Drugi w klasyfikacji końcowej irlandzkiego Rás Tailteann w 1983 i czwarty w 1987. Wygrał 7. etap w 1988. Trzeci na Tour of Ireland w 1984; piąty w 1982. Drugi w Tour of Ulster w 1982. Dziewiętnasty w Tour of Britain w 1984 roku.